# Équipe d'Algérie féminine de volley-ball en 2009
L'Équipe d'Algérie de volley-ball féminin participera en 2009 au Qualifications du championnat du monde 2010 (22-24 juillet) et au Championnat d'Afrique (3-8 octobre).

## Les matchs des A

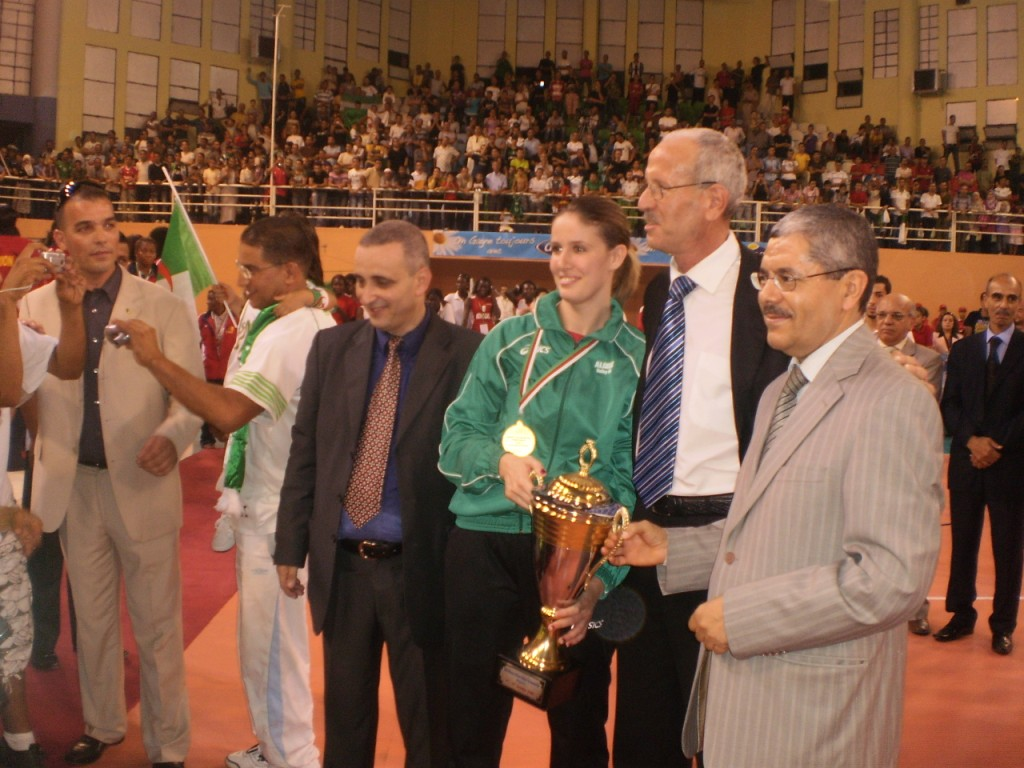
Équipe d'Algérie de volley ball féminine lors de la finale de coupe d'Afrique 2009.

| Date            | Lieu                       | Adversaire     | Score                         | Durée  | Compétition | Meilleur marqueur    | Référence |
| 22 juillet 2009 | OPOW Grande Salle Batna    | Afrique du Sud | 3-0 (25-13 25-7 25-22)        | 0 h 59 | QCM         | Lydia Oulmou (13)    | [ 1 ]     |
| 23 juillet 2009 | OPOW Grande Salle Batna    | Égypte         | 3-1 (25-18 20-25 25-10 25-20) | 1 h 33 | QCM         | Narimene Madani (22) | [ 2 ]     |
| 24 juillet 2009 | OPOW Grande Salle Batna    | Maurice        | 0-3 (12-25 10-25 8-25)        | 0 h 55 | QCM         | Faïza Tsabet (12)    | [ 3 ]     |
| 3 octobre 2009  | Salle Hocine Chalane Blida | Cameroun       | 3-1 (20-25 25-13 25-18 28-26) |        | CAVB        | -                    |           |
| 4 octobre 2009  | Salle Hocine Chalane Blida | Sénégal        | 3-0 (25-13 25-19 25-14)       |        | CAVB        | -                    |           |
| 5 octobre 2009  | Salle Hocine Chalane Blida | Maroc          | 3-0 (25-11 25-19 25-11)       |        | CAVB        | -                    |           |
| 7 octobre 2009  | Salle Hocine Chalane Blida | Tunisie        | 3-0 (25-21 25-17 25-15)       |        | CAVB        | -                    |           |
| 8 octobre 2009  | Salle Hocine Chalane Blida | Botswana       | 3-0 (25-19 25-8 25-11)        |        | CAVB        | -                    |           |

Légende: CAVB : match de Championnat d'Afrique 2013 / A : match amical / QCM : match de la Qualifications du championnat du monde 2010.

## Les joueurs en A
| Joueurs             |             |             |             |
| Sehryne Hennaoui    | NP          | NP          | (1pt)       |
| Yasmine Oudni       | NP          | NP          | (2pts)      |
| Salima Hamouche     | NP          | a participé | a participé |
| Zohra Bensalem      | (5pts)      | (13pts)     | (9pts)      |
| Narimene Madani     | (12pts)     | (22pts)     | (4pts)      |
| Fatima Zahra Oukazi | (5pts)      | (2pts)      | (2pts)      |
| Mouni Abderrahim    | (7pts)      | (8pts)      | (7pts)      |
| Safia Boukhima      | NP          | (1pt)       | (2pts)      |
| Nawal Mansouri      | a participé | a participé | a participé |
| Faïza Tsabet        | (9pts)      | (17pts)     | (12pts)     |
| Lydia Oulmou        | (13pts)     | (9pts)      | (11pts)     |
| Tassadit Aissou     | NP          | NP          | a participé |

## Les sélections

### Sélection pour laQualifications du championnat du monde 2010
| No                                        | Nom                                       | Date de naissance                         | Taille | Poids | Poste                        | Club                         |
| ----------------------------------------- | ----------------------------------------- | ----------------------------------------- | ------ | ----- | ---------------------------- | ---------------------------- |
| 1                                         | Sehryne Hennaoui                          | 10 janvier 1988                           | 172    | 69    | Passeur                      | Istres Sports Volley-Ball    |
| 2                                         | Yasmine Oudni                             | 2 août 1989                               | 176    | 61    | Central                      |                              |
| 4                                         | Salima Hamouche                           | 17 janvier 1984                           | 158    | 54    | Libero                       | ASW Bejaia                   |
| 7                                         | Zohra Bensalem                            | 5 avril 1990                              | 178    | 68    | Réceptionneur-attaquant      | ASW Bejaia                   |
| 9                                         | Narimene Madani                           | 12 mars 1984                              | 180    | 62    | Réceptionneur-attaquant      | GSP (ex MC Alger)            |
| 10                                        | Fatima Zahra Oukazi                       | 18 janvier 1984                           | 175    | 67    | Passeur                      | GSP (ex MC Alger)            |
| 11                                        | Mouni Abderrahim                          | 19 novembre 1985                          | 173    | 60    | Réceptionneur-attaquant      | ASW Bejaia                   |
| 12                                        | Safia Boukhima                            | 10 janvier 1991                           | 176    | 64    | Réceptionneur-attaquant      | ASW Bejaia                   |
| 13                                        | Nawal Mansouri                            | 1er août 1985                             | 172    | 65    | Libero                       | NC Béjaïa                    |
| 14                                        | Faïza Tsabet                              | 22 mars 1985                              | 183    | 79    | Réceptionneur-attaquant      | Istres Sports Volley-Ball    |
| 17                                        | Lydia Oulmou                              | 2 février 1986                            | 186    | 70    | Central                      | La Rochette VB               |
| 18                                        | Tassadit Aissou                           | 19 juin 1989                              | 183    | 70    | Réceptionneur-attaquant      | ASW Bejaia                   |
|                                           |                                           |                                           |        |       |                              |                              |
| Encadrement technique                     | Encadrement technique                     |                                           |        |       | Légende                      | Légende                      |
| Entraîneur : Ikhedji Mouloud              | Entraîneur : Ikhedji Mouloud              | Entraîneur : Ikhedji Mouloud              |        |       | : Capitaine                  | : Capitaine                  |
| Entraîneur(s) adjoint(s) : Boussaid Salah | Entraîneur(s) adjoint(s) : Boussaid Salah | Entraîneur(s) adjoint(s) : Boussaid Salah |        |       | : Joueur blessé actuellement | : Joueur blessé actuellement |